# Internazionali di Francia 1949
Gli Internazionali di Francia 1949 (conosciuti oggi come Open di Francia o Roland Garros) sono stati la 48ª edizione degli Internazionali di Francia di tennis. Si sono svolti sui campi in terra rossa dello Stade Roland Garros di Parigi in Francia.
Il singolare maschile è stato vinto da Frank Parker, che si è imposto su Budge Patty in quattro set col punteggio di 6–3, 1–6, 6–1, 6–4. Il singolare femminile è stato vinto da Margaret duPont, che ha battuto in due set Nelly Adamson. Nel doppio maschile si sono imposti Pancho Gonzales e Frank Parker. Nel doppio femminile hanno trionfato Margaret Osborne duPont e Louise Brough Clapp.  Nel doppio misto la vittoria è andata a Sheila Piercey Summers in coppia con Eric Sturgess.

## Seniors

### Singolare maschile
Frank Parker ha battuto in finale  Budge Patty con il punteggio di 6–3, 1–6, 6–1, 6–4.

### Singolare femminile
Margaret duPont ha battuto in finale  Nelly Adamson con il punteggio di 7–5, 6–2.

### Doppio maschile
Pancho Gonzales /  Frank Parker hanno battuto in finale  Eustace Fannin /  Eric Sturgess con il punteggio di 6–3, 8–6, 5–7, 6–3.

### Doppio Femminile
Margaret Osborne duPont /  Louise Brough Clapp hanno battuto in finale  Joy Gannon /  Betty Hilton con il punteggio di 7–5, 6–1.

### Doppio Misto
Sheila Piercey Summers /  Eric Sturgess hanno battuto in finale  Jean Quertier /  Gerry Oakley con il punteggio di 6–1, 6–1.